# Hedginhal, Sindhnur
Hedginhal là một làng thuộc tehsil Sindhnur, huyện Raichur, bang Karnataka, Ấn Độ.